# Estelle Mossely
Estelle Mossely, née le 19 août 1992 à Créteil, est une boxeuse française qui combat en poids légers (moins de 60 kg). Elle est la première boxeuse française à devenir championne olympique de boxe aux Jeux olympiques d'été de 2016 et la première Française championne du monde en 2016 (amateur) et en 2019 (IBO).

## Biographie

### Famille et débuts sportifs
Née d'un père d'origine congolaise, Pascal Mossely, et d'une mère d'origine ukrainienne, Estelle Mossely est née à Créteil et membre du club Red Star de Champigny-sur-Marne en région parisienne,. Elle commence sa pratique à douze ans. Étant plus jeune, elle a essayé la danse classique, la natation et le patinage artistique.
Elle est diplômée de l'école supérieure d'ingénieurs Léonard-de-Vinci,.

### Carrière de boxeuse

#### En amateur
Estelle Mossely commence la boxe à 12 ans après l’avoir découverte par hasard à la télévision. Elle passe par l’INSEP pour s’entraîner et entre en équipe de France à dix-sept ans. Elle intègre ensuite le Boxing Lyon United.  
En 2015, très touchée par la disparition tragique d'Alexis Vastine avec qui elle s’entraînait, elle décide avec son compagnon de l'époque Tony Yoka de lancer une cagnotte pour la famille du boxeur.  
Début 2016, elle s'entraîne pour un stage à Cuba. Le jour de son anniversaire, elle est sacrée championne olympique aux Jeux olympiques d'été de 2016 en s'imposant face à la Chinoise Yin Junhua,.
En 2017, elle fonde l'Observatoire européen du sport féminin,. Elle met en pause sa carrière pour une grossesse et son fils Ali naît le 2 août 2017. Le 7 janvier 2018, elle épouse Tony Yoka.

#### Passage en professionnel
En 2018, avec Antoine Griezmann et Marie-Amélie Le Fur, elle est nommée ambassadrice de la campagne contre les discriminations lancée par la ministre des Sports Laura Flessel. La même année, elle bascule vers la boxe professionnelle et publie son autobiographie Maman t'écrit.
En 2019, elle est championne du monde IBO des poids légers,.
Le 22 octobre 2019, elle annonce sur les réseaux sociaux être enceinte d'un second enfant et, dans le même temps, sa séparation avec Tony Yoka, père de l'enfant. Début 2020, elle réalise un stage d'un mois et demi aux États-Unis.  Elle accouche d'un deuxième fils, Magomed, le 7 mai 2020,,. Yoka et elle annoncent leur divorce le 1er novembre 2021.

#### Retour en amateur
En 2022, elle repasse sur le circuit amateur en parallèle du circuit professionnel afin de préparer les Jeux olympiques de 2024. La même année, elle participe à la saison 4 de Mask Singer sur TF1 sous le costume de la Mariée. Elle est démasquée lors du 8e et dernier prime soit la finale, terminant alors troisième dans la compétition.
Elle est médaillée de bronze dans la catégorie des poids légers aux Jeux européens de 2023 à Nowy Targ, battue en demi-finales par l'Irlandaise Kellie Harrington. Cette compétition la qualifie pour les Jeux olympiques de 2024.
Elle a des difficultés à se préparer pour la boxe aux Jeux olympiques d'été de 2024, s'étant fracturé le nez et ayant subi deux opérations dans les mois précédents. Elle est éliminée au premier tour,,.
En septembre 2024, elle annonce sa candidature à la présidence de la Fédération française de boxe, indiquant un manque généralisé de moyens, le manque d'infrastructures sur certains territoires et le manque de considération envers les dirigeants bénévoles. Elle ajoute être en train de préparer la fin de sa carrière, mais ne compte pas l'interrompre immédiatement même en cas d'élection.

## Palmarès amateur
- 2014
  -  Médaille d'argent aux championnats d'Europe de boxe amateur (poids légers, -60 kg)
  -  Médaille de bronze aux championnats du monde de boxe amateur (poids légers, -60 kg)
- 2015
  -  Médaille d'argent aux Jeux européens (poids légers, -60 kg)
- 2016
  -  Médaille d'or aux Championnats du monde de boxe amateur (poids légers, -60 kg)
  -  Médaille d'or aux Jeux olympiques d'été de 2016 (poids légers, -60 kg)
- 2023
  -  Médaille de bronze aux Jeux européens (poids légers, -60 kg)

## Titres professionnels

### Titres mondiaux mineurs
- Championne du monde poids légers IBO (depuis 2019)

### Liste des combats
| 9 combats       | 9 victoires | 0 défaites |
| Avant la limite | 1           | 0          |
| Sur décision    | 8           | 0          |

## Distinctions
- Chevalier de la Légion d'honneur (décret du 30 novembre 2016)[37]
- RMC Sport Award du champion du sport français de l'année 2016 (avec Tony Yoka)[38].